# Scleria suaveolens
Scleria suaveolens là loài thực vật có hoa trong họ Cói. Loài này được Nelmes miêu tả khoa học đầu tiên năm 1955.